# Senat Rzeczypospolitej Polskiej IX kadencji
Senat IX kadencji – skład Senatu IX kadencji wyłoniony został w wyborach do Sejmu i Senatu przeprowadzonych 25 października 2015.

## Kadencja Senatu
Kadencja Senatu rozpoczęła się z dniem zwołania przez prezydenta RP Andrzeja Dudę pierwszego posiedzenia Senatu wyznaczonego na 12 listopada 2015.

## Posiedzenia Senatu
Źródło

1. posiedzenie: 12 XI, 13 XI 2015
2. posiedzenie: 18 XI, 19 XI, 20 XI 2015
3. posiedzenie: 26 XI 2015
4. posiedzenie: 10 XII 2015
5. posiedzenie: 17 XII, 18 XII 2015
6. posiedzenie: 22 XII, 23 XII, 24 XII 2015
7. posiedzenie: 30 XII, 31 XII 2015
8. posiedzenie: 13 I 2016
9. posiedzenie: 28 I, 29 I, 30 I 2016
10. posiedzenie: 12 II 2016
11. posiedzenie: 17 II, 18 II, 19 II 2016
12. posiedzenie: 9 III, 10 III 2016
13. posiedzenie: 16 III, 17 III, 18 III 2016
14. posiedzenie: 6 IV, 7 IV 2016
15. posiedzenie: 13 IV, 20 IV 2016
16. posiedzenie: 28 IV, 29 IV 2016
17. posiedzenie: 11 V, 12 V 2016
18. posiedzenie: 18 V, 19 V 2016
19. posiedzenie: 8 VI, 9 VI 2016
20. posiedzenie: 15 VI, 16 VI 2016
21. posiedzenie: 23 VI, 24 VI, 29 VI 2016
22. posiedzenie: 6 VII, 7 VII 2016
23. posiedzenie: 20 VII, 21 VII, 22 VII 2016
24. posiedzenie: 3 VIII, 4 VIII 2016
25. posiedzenie: 9 IX 2016
26. posiedzenie: 21 IX, 22 IX 2016
27. posiedzenie: 5 X, 6 X, 18 X 2016
28. posiedzenie: 19 X, 20 X, 21 X 2016
29. posiedzenie: 3 XI, 4 XI 2016
30. posiedzenie: 15 XI, 16 XI, 17 IX 2016
31. posiedzenie: 28 IX, 29 IX, 30 IX, 1 XII, 2 XII, 7 XII 2016
32. posiedzenie: 13 XII, 14 XII, 15 XII, 16 XII, 20 XII, 21 XII 2016
33. posiedzenie: 11 I 2017
34. posiedzenie: 1 II 2017
35. posiedzenie: 21 II, 22 II, 24 II 2017
36. posiedzenie: 2 III, 3 III 2017
37. posiedzenie: 15 III, 16 III 2017
38. posiedzenie: 29 III, 30 III 2017
39. posiedzenie: 20 IV, 21 IV 2017
40. posiedzenie: 26 IV, 27 IV 2017
41. posiedzenie: 16 V, 17 V 2017
42. posiedzenie: 31 V, 1 VI 2017
43. posiedzenie: 21 VI, 22 VI 2017
44. posiedzenie: 28 VI, 29 VI 2017
45. posiedzenie: 12 VII, 13 VII, 14 VII, 15 VII, 18 VII, 19 VII, 21 VII, 22 VII 2017
46. posiedzenie: 26 VII, 27 VII 2017
47. posiedzenie: 21 IX, 22 IX, 26 IX, 27 IX, 28 IX 2017
48. posiedzenie: 18 X, 19 X 2017
49. posiedzenie: 9 XI, 10 XI 2017
50. posiedzenie: 14 XI, 15 XI 2017
51. posiedzenie: 5 XII, 6 XII, 7 XII 2017
52. posiedzenie: 12 XII, 13 XII, 14 XII, 15 XII 2017
53. posiedzenie: 19 XII, 20 XII, 21 XII 2017
54. posiedzenie: 17 I, 18 I, 19 I 2018
55. posiedzenie: 31 I 2018
56. posiedzenie: 14 II, 15 II 2018
57. posiedzenie: 6 III, 7 III, 8 III 2018
58. posiedzenie: 14 III, 15 III 2018
59. posiedzenie: 11 IV, 13 IV, 16 IV 2018
60. posiedzenie: 9 V, 10 V, 11 V, 15 V, 16 V 2018
61. posiedzenie: 6 VI, 7 VI 2018
62. posiedzenie: 27 VI, 28 VI, 29 VI 2018
63. posiedzenie: 10 VII, 11 VII, 13 VII 2018
64. posiedzenie: 24 VII, 25 VII, 26 VII, 27 VII 2018
65. posiedzenie: 26 IX, 27 IX, 28 IX 2018
66. posiedzenie: 24 X, 25 X, 26 X 2018
67. posiedzenie: 21 XI, 22 XI, 23 XI 2018
68. posiedzenie: 12 XII, 13 XII, 14 XII 2018
69. posiedzenie: 19 XII, 20 XII 2018
70. posiedzenie: 28 XII 2018
71. posiedzenie: 23 I, 24 I 2019
72. posiedzenie: 1 II 2019
73. posiedzenie: 13 II, 14 II 2019
74. posiedzenie: 26 II 2019
75. posiedzenie: 20 III, 21 III 2019
76. posiedzenie: 11 IV, 12 IV 2019
77. posiedzenie: 25 IV, 26 IV 2019
78. posiedzenie: 8 V, 9 V 2019
79. posiedzenie: 24 V, 28 V 2019
80. posiedzenie: 4 VI 2019
81. posiedzenie: 26 VI 2019
82. posiedzenie: 10 VII, 11 VII, 12 VII 2019
83. posiedzenie: 31 VII, 1 VIII, 2 VIII 2019
84. posiedzenie: 30 VIII, 31 VIII 2019
85. posiedzenie: 25 IX, 26 IX, 17 X, 18 X 2019

## Marszałek Senatu
Obowiązki Marszałka Seniora w dniu 12 listopada 2015 do chwili podjęcia uchwały o wyborze Marszałka Senatu pełnił senator Michał Seweryński (Prawo i Sprawiedliwość). Marszałka seniora wyznaczył prezydent RP Andrzej Duda spośród grupy senatorów o najstarszym wieku.
Zgodnie z rozporządzeniem prezydenta z dnia 5 listopada obowiązki Marszałka Seniora w dniu 12 listopada 2015 miała pełnić senator Barbara Borys-Damięcka (Platforma Obywatelska), ale zrezygnowała z powodu stanu zdrowia.
Marszałek Senatu IX kadencji:
- Stanisław Karczewski (Prawo i Sprawiedliwość) od 12 XI 2015 do 11 XI 2019

## Wicemarszałkowie Senatu
- Adam Bielan (Prawo i Sprawiedliwość) od 12 XI 2015 do 26 V 2019
- Bogdan Borusewicz (Platforma Obywatelska-Koalicja Obywatelska) od 12 XI 2015 do 11 XI 2019
- Maria Koc (Prawo i Sprawiedliwość) od 12 XI 2015 do 11 XI 2019
- Michał Seweryński (Prawo i Sprawiedliwość) od 20 IV 2017 do 11 XI 2019
- Marek Pęk (Prawo i Sprawiedliwość) od 26 VI 2019 do 11 XI 2019
- Grzegorz Czelej (Prawo i Sprawiedliwość) od 12 XI 2015 do 20 IV 2017

## Prezydium Senatu
W skład Prezydium Senatu wchodzą marszałek oraz wicemarszałkowie Senatu RP:
- Stanisław Karczewski (Prawo i Sprawiedliwość) – marszałek Senatu RP
- Bogdan Borusewicz (Platforma Obywatelska-Koalicja Obywatelska) – wicemarszałek Senatu RP
- Maria Koc (Prawo i Sprawiedliwość) – wicemarszałek Senatu RP
- Marek Pęk (Prawo i Sprawiedliwość) – wicemarszałek Senatu RP
- Michał Seweryński (Prawo i Sprawiedliwość) – wicemarszałek Senatu RP

## Konwent Seniorów
W skład Konwentu Seniorów wchodzą marszałek, wicemarszałkowie Senatu RP oraz senatorowie – przedstawicieli klubów senackich.

## Kluby i koła senackie

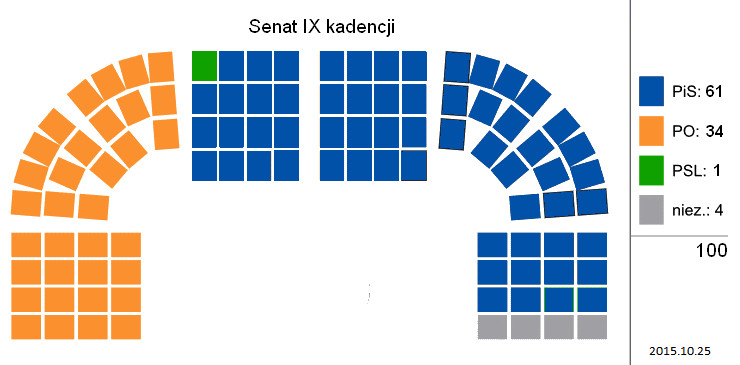
Wyniki wyborów – Senat IX kadencji.

| Klub/Koło                | Nazwa                                        | Przewodniczący           | Data powstania           | Liczba senatorów | Liczba senatorów         | +/− |
| Klub/Koło                | Nazwa                                        | Przewodniczący           | Data powstania           | w dniu powstania | w ostatnim dniu kadencji | +/− |
| ------------------------ | -------------------------------------------- | ------------------------ | ------------------------ | ---------------- | ------------------------ | --- |
| Klub                     | Prawo i Sprawiedliwość                       | Marek Martynowski        | 12 listopada 2015(dts)   | 62               | 61                       | 1   |
| Klub                     | Platforma Obywatelska – Koalicja Obywatelska | Bogdan Klich             | 12 listopada 2015(dts)   | 33               | 26                       | 7   |
| Klub                     | Polskie Stronnictwo Ludowe – Koalicja Polska | Jan Libicki              | 12 listopada 2015(dts)   | 1                | 1                        |     |
| Koło                     | Senatorów Niezależnych                       | Lidia Staroń             | 12 listopada 2015(dts)   | 3                | 0                        | 3   |
| senatorowie niezrzeszeni | senatorowie niezrzeszeni                     | senatorowie niezrzeszeni | senatorowie niezrzeszeni | 2                | 8                        | 6   |

## Komisje
W Senacie jest 16 komisji stałych. Oprócz nich Senat może powołać komisje nadzwyczajne.

### Komisje stałe
| Nazwa                                               | Przewodniczący      | Klub | Strona |
| --------------------------------------------------- | ------------------- | ---- | ------ |
| Budżetu i Finansów Publicznych                      | Grzegorz Bierecki   | PiS  | www    |
| Gospodarki Narodowej i Innowacyjności               | Andrzej Stanisławek | PiS  | www    |
| Infrastruktury                                      | Stanisław Kogut     | PiS  | www    |
| Kultury i Środków Przekazu                          | Jerzy Fedorowicz    | PO   | www    |
| Nauki, Edukacji i Sportu                            | Kazimierz Wiatr     | PiS  | www    |
| Obrony Narodowej                                    | Jarosław Rusiecki   | PiS  | www    |
| Praw Człowieka, Praworządności i Petycji            | Michał Seweryński   | PiS  | www    |
| Regulaminowa, Etyki i Spraw Senatorskich            | Sławomir Rybicki    | PO   | www    |
| Rodziny, Polityki Senioralnej i Społecznej          | Jarosław Duda       | PO   | www    |
| Rolnictwa i Rozwoju Wsi                             | Jerzy Chróścikowski | PiS  | www    |
| Samorządu Terytorialnego i Administracji Państwowej | Piotr Zientarski    | PO   | www    |
| Spraw Emigracji i Łączności z Polakami za Granicą   | Janina Sagatowska   | PiS  | www    |
| Spraw Zagranicznych i Unii Europejskiej             | Marek Rocki         | PO   | www    |
| Środowiska                                          | Zdzisław Pupa       | PiS  | www    |
| Ustawodawcza                                        | Bohdan Paszkowski   | PiS  | www    |
| Zdrowia                                             | Waldemar Kraska     | PiS  | www    |

## Prace Senatu

### Rok2015
- 12 XI – pierwsze posiedzenie Senatu
- 12 XI – podjęcie uchwały o wyborze Marszałka Senatu: Stanisław Karczewski – 93 głosów za, 1 głos przeciw, 1 głosy wstrzymujące się, większość bezwzględna – 48
- 12 XI – podjęcie uchwał o wyborze wicemarszałków Senatu (w tajnym głosowaniu oddano 96 głosów, a wymagana bezwzględna większość wynosiła 49):
  - Adam Bielan (70 za)
  - Bogdan Borusewicz (72 za)
  - Grzegorz Czelej (86 za)
  - Maria Koc (78 za)
- 13 XI – wybór sekretarzy Senatu oraz składów osobowych komisji senackich

### Uchwały okolicznościowe

#### Rok2015
- 20 XI – Uchwała Senatu w imię solidarności z Narodem Francuskim

- 18 XII – Uchwała Senatu w sprawie ustanowienia roku 2016 Rokiem Henryka Sienkiewicza
  - Uchwała Senatu w sprawie 45. rocznicy tragicznych wydarzeń grudniowych na Wybrzeżu
  - Uchwała Senatu w 10. rocznicę złożenia przysięgi przez Prezydenta Rzeczypospolitej Polskiej Lecha Kaczyńskiego

#### Rok2016
- 17 II – Uchwała z okazji 35-lecia Niezależnego Zrzeszenia Studentów

- 19 II – Uchwała w 170. rocznicę Powstania Chochołowskiego
  - Uchwała w sprawie ustanowienia roku 2016 Rokiem Solidarności Polsko-Węgierskiej

- 17 III – Uchwała w sprawie 80. rocznicy pierwszej deportacji ludności polskiej do Kazachstanu

- 7 IV – Uchwała z okazji 120. rocznicy urodzin Kazimierza Kuratowskiego – czołowego przedstawiciela warszawskiej szkoły matematycznej
  - Uchwała w 360. rocznicę Ślubów Lwowskich
  - Uchwała w 1050. rocznicę Chrztu Polski

- 14 IV – Uchwała w sprawie uczczenia pamięci Józefa Czapskiego

- 29 IV – Uchwała z okazji 225. rocznicy uchwalenia Konstytucji 3 Maja
  - Uchwała w 95. rocznicę wybuchu III Powstania Śląskiego

- 12 V – Uchwała w 35. rocznicę rejestracji Niezależnego Samorządnego Związku Zawodowego Rolników Indywidualnych „Solidarność”

- 9 VI – Uchwała w sprawie uczczenia 40. rocznicy wydarzeń Czerwca 1976 w Radomiu, Ursusie i Płocku

- 15 VI – Uchwała w 75. rocznicę śmierci Ignacego Jana Paderewskiego

- 16 VI – Uchwała w sprawie uczczenia 60. rocznicy Poznańskiego Czerwca 1956

- 7 VII – Uchwała w 100. rocznicę powstania Związku Ziemian

- 4 VIII – Uchwała w 50. rocznicę śmierci gen. Tadeusza Bora-Komorowskiego

- 4 XI – Uchwała w sprawie ustanowienia roku 2017 Rokiem Koronacji Obrazu Matki Bożej Częstochowskiej, Królowej Korony Polskiej w 300. rocznicę tego wydarzenia

- 29 XI – Uchwała w 35. rocznicę wprowadzenia stanu wojennego w Polsce

- 13 XII – Uchwała w 25. rocznicę zakończenia działalności Rady Narodowej Rzeczypospolitej Polskiej na uchodźstwie

- 15 XII – Uchwała w 46. rocznicę tragicznych wydarzeń grudniowych na Wybrzeżu
  - Uchwała w 35. rocznicę tragicznych wydarzeń w kopalni „Wujek”

- 20 XII – Uchwała w 100. rocznicę śmierci św. Brata Alberta Chmielowskiego
  - Uchwała w 110. rocznicę powstania Polskiej Macierzy Szkolnej

#### Rok2017
- 1 II – Uchwała w sprawie upamiętnienia 500-lecia obecności protestantów na ziemiach polskich

- 30 III – Uchwała w 30. rocznicę śmierci ks. Franciszka Blachnickiego (1921–1987)
- 20 IV – Uchwała w 150. rocznicę powstania Towarzystwa Gimnastycznego „Sokół”
- 28 VI – Uchwała w 100. rocznicę śmierci Mariana Smoluchowskiego
- 19 VII – Uchwała w sprawie upamiętnienia polskich Ofiar zbrodni NKWD z lat 1937–1938
  - Uchwała w setną rocznicę utworzenia Komitetu Narodowego Polskiego
  - Uchwała w sprawie w 25. rocznicę odwołania rządu Jana Olszewskiego
- 21 IX – Uchwała w 70. rocznicę urodzin błogosławionego księdza Jerzego Popiełuszki, kapelana ”Solidarności”
- 18 X – Uchwała w 55. rocznicę śmierci Arcybiskupa Eugeniusza Baziaka
- 19 X – Uchwała w 650. rocznicę nadania Ormianom pierwszego przywileju w Polsce
- 15 XI – Uchwała w 150. rocznicę urodzin prof. Ignacego Mościckiego, Prezydenta Rzeczypospolitej Polskiej w latach 1926–1939
  - Uchwała w sprawie uczczenia pamięci Bolesława Leśmiana